# Eignblunzn
Eignblunzn (auch bekannt als Wiener Faktionismus: Eignblunzn oder Auto-Blutwurst) ist eine Kunstperformance der Kunst- und Theoriegruppe monochrom aus dem Jahre 2003. Die Performance gilt als wichtige Kunstaktion in der Geschichte der Gruppe und der österreichischen Kunstgeschichte der 2000er Jahre.
Am 10. September 2003 inszenierten die Gruppenmitglieder Johannes Grenzfurthner, Evelyn Fürlinger und Harald Homolka-List einen rustikalen österreichischen Heurigen mit Schanktheke und kleiner Küche in einem Raum des MuseumsQuartier Wien und verzehrten Blutwurst, die aus dem frisch abgenommenen Blut der Künstler gefertigt wurde. Freiwillige konnten an der Aktion auch teilnehmen. Der deutsche Autor und Suhrkamp-Lektor Johannes Ullmaier und die österreichische Radiojournalistin Gerlinde Lang (von FM4) erklärten sich bereit, auch eine Eignblunzn aus ihrem Blut herstellen zu lassen. Die Aktion wurde durch Flugzettel und Poster begleitet, die Kochrezepte anpriesen, aber auch theoretische Texte über die “auto-kannibalische Tendenz” des Weltmarktes beinhalteten. Das Projekt kann als kritisches Statement zu Kunst, Kunstgeschichte, Kunstmarkt, und dem martialischen Gestus von Performance-Kunst (siehe: Wiener Aktionisten) gelesen werden. Kulturtheoretiker Thomas Edlinger nennt die Eigenblutwurstverkostung das "souveräne Verkochen" von "Aktionismus-Downgrading mit neoliberaler Selbstoptimierungs-Kritik".
Das Projekt inspirierte andere Kunst- und Medienprojekte, z. B. eine TV-Sendung von Joko Winterscheidt und Klaas Heufer-Umlauf, die monochrom-Mitglied Günther Friesinger nach Hongkong einfliegen ließen, um Eignblunzn herstellen zu lassen.

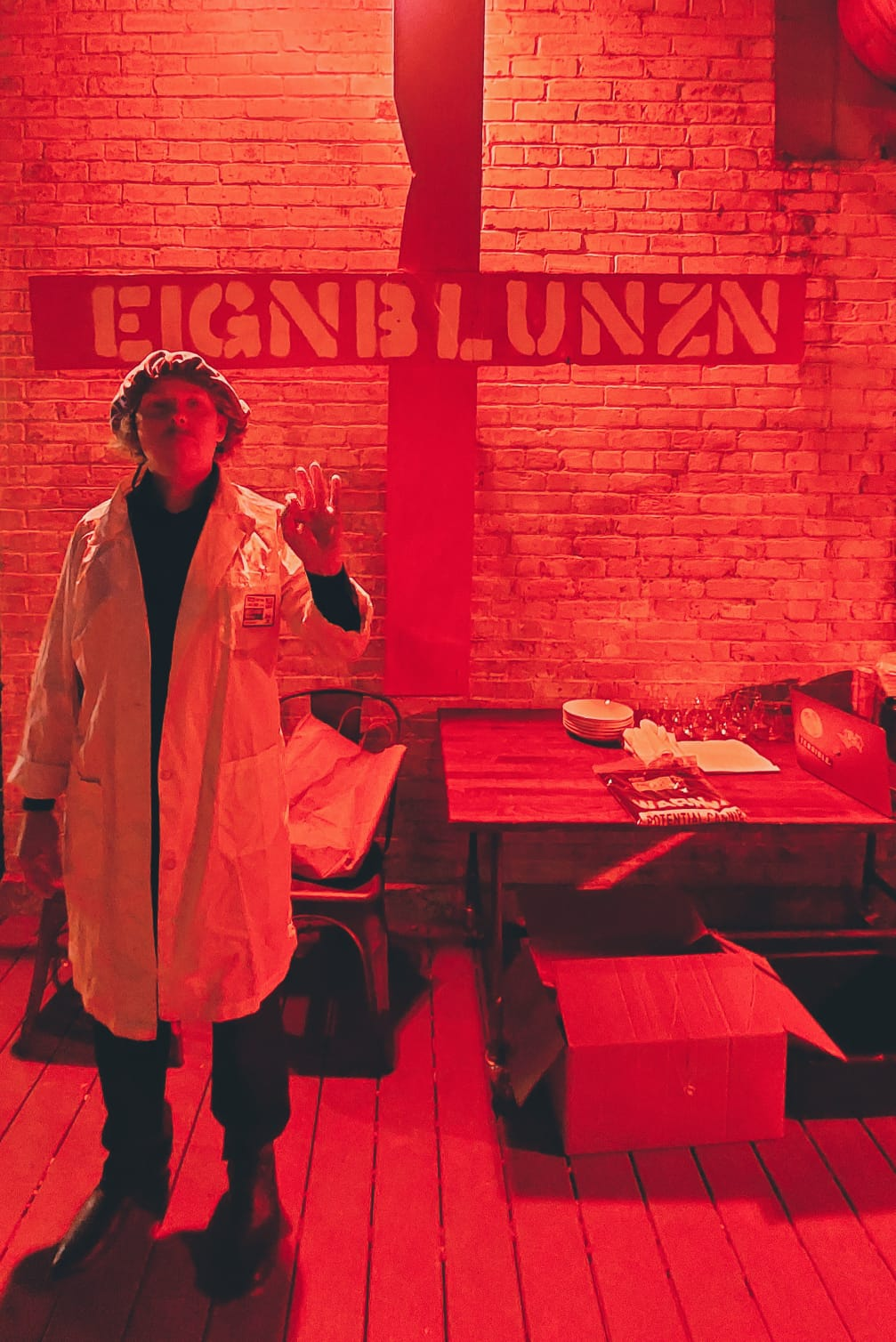
Johannes Grenzfurthner präsentiert monochroms Eignblunzn auf dem Fantastic Fest 2023

Die Aktion wurde am 8. Oktober 2018 im Urania Kino in Wien in Rahmen der "Sky Night" von Sky Österreich wiederholt. 25 Freiwillige ließen steirischen Bluttommerl, eine spezielle Form der Blutwurst, aus ihrem Blut herstellen. Auch am 23. September 2023 wurde das Projekt im Rahmen des Fantastic Fest in Austin, Texas als "vegan blood patty" neu aufgeführt.

## Publikationen
- Autokannibalismus zwischen Heldendestruktion und Mythendekonstruktion. Paralipomena zur monochrom-Aktion »Eignblunzn«. Thomas Ballhausen in "Context Hacking", 2013.
- Blutspiele. V. Mann in "Kunst als radikale Zeitkritik", 2009.